# Селба
Се́лба — район (кумарка) Каталонії (кат. Selva). Столиця району — м. Санта-Кулома-да-Фарнес (кат. Santa Coloma de Farners).

## Муніципалітети
- Аме (кат. Amer) — населення 2.266 осіб;
- Анґлес (кат. Anglès) — населення 5.281 особа;
- Арбусіас (кат. Arbúcies) — населення 6.271 особа;
- Бідрерас (кат. Vidreres) — населення 7.016 осіб;
- Білубі-д'Унья (кат. Vilobí d'Onyar) — населення 2.756 осіб;
- Бланас (кат. Blanes) — населення 38.368 осіб;
- Бреза (кат. Breda) — населення 3.707 осіб;
- Бруньола (кат. Brunyola) — населення 365 осіб;
- Калдас-да-Малабеля (кат. Caldes de Malavella) — населення 6.067 осіб;
- Ла-Сальєра-да-Те (кат. Cellera de Ter, la) — населення 2.124 особи;
- Люрет-да-Мар (кат. Lloret de Mar) — населення 34.997 осіб;
- Масанас (кат. Massanes) — населення 693 особи;
- Масанет-да-ла-Селба (кат. Maçanet de la Selva) — населення 6.254 особи;
- Рієльш-і-Біабрея (кат. Riells i Viabrea) — населення 3.465 осіб;
- Ріудальотс-да-ла-Селба (кат. Riudellots de la Selva) — населення 1.877 осіб;
- Ріударенас (кат. Riudarenes) — населення 1.853 особи;
- Сан-Жуліа-дал-Льо-і-Бонматі (кат. Sant Julià del Llor i Bonmatí) — населення 1.194 особи;
- Сан-Іларі-Сакалм (кат. Sant Hilari Sacalm) — населення 5.520 осіб;
- Санта-Кулома-да-Фарнес (кат. Santa Coloma de Farners) — населення 11.090 осіб;
- Сан-Фаліу-да-Бушяльєу (кат. Sant Feliu de Buixalleu) — населення 793 особи;
- Сілс (кат. Sils) — населення 4.347 осіб;
- Сускеза (кат. Susqueda) — населення 126 осіб;
- Тоса-да-Мар (кат. Tossa de Mar) — населення 5.662 особи;
- Узо (кат. Osor) — населення 372 особи;
- Усталрік (кат. Hostalric) — населення 3.773 особи;
- Фугас-да-ла-Селба (кат. Fogars de la Selva) — населення 1.437 осіб.

## Зростання населення
| 1497 f | 1515 f | 1553 f | 1717   | 1787   | 1857   | 1877   | 1887   | 1900   | 1910   |
| ------ | ------ | ------ | ------ | ------ | ------ | ------ | ------ | ------ | ------ |
| 1.539  | 1.765  | 2.018  | 12.122 | 25.369 | 50.149 | 47.633 | 48.148 | 45.803 | 47.567 |

| 1920   | 1930   | 1940   | 1950   | 1960   | 1970   | 1981   | 1990    | 1992   | 1994    |
| ------ | ------ | ------ | ------ | ------ | ------ | ------ | ------- | ------ | ------- |
| 48.737 | 48.924 | 48.659 | 50.602 | 54.517 | 71.145 | 82.241 | 100.220 | 99.386 | 104.589 |

| 1996    | 1998    | 2000    | 2002    | 2004    | 2006    | 2008 | 2010 | 2012 | 2014 |
| ------- | ------- | ------- | ------- | ------- | ------- | ---- | ---- | ---- | ---- |
| 104.833 | 108.816 | 115.648 | 125.515 | 136.738 | 151.477 | -    | -    | -    | -    |